# 切克汗峰
切克汗峰（库尔德语：Cheekha Dar）是伊拉克的最高峰，美国中央情报局（页面存档备份，存于）（CIA）的数据显示该峰海拔3,611米。切克汗峰位于伊拉克库尔德斯坦Gundah Zhur村以北6千米处，是伊拉克和伊朗的界山。
2004年11月，英国登山者Ginge Fullen登上该峰峰顶，并使用GPS记录下了3,628米的高度，其攀登的位置与航天飞机雷达地形测量任务（SRTM）和俄罗斯地形测绘的一致，但这些数据来源方记录的高度与CIA的一致。
第一次被报道的冬季攀登是2011年3月18日乔纳森·贝奇克（Jonathan Beswick）和马修·迪普伊（Matthew DuPuy）进行的，此次攀登通过GPS验证了3,611米的高度。在汉密尔顿公路与Gundah Zhur村之间有地雷区，很多地方都有红色三角标志和骷髅。在Choman镇可能能够找到库尔德人军队护送穿过这一地区。
附近的一座山峰被称为哈尔古尔德峰（36°44′N 44°52′E / 36.733°N 44.867°E），高度为3,607米，此前被认为是伊拉克的最高峰。